# Трощанська сільська рада (Липовецький район)
| Трощанська сільська рада — орган місцевого самоврядування у Липовецькому районі Вінницької області з адміністративним центром у c. Троща. Сільській раді підпорядковані населені пункти: - c. Троща - с. Гордіївка |

## Склад ради
Рада складається з 12 депутатів та голови.

## Керівний склад сільської ради
| ПІБ                            | Основні відомості                                                         | Дата обрання | Дата звільнення |
| ------------------------------ | ------------------------------------------------------------------------- | ------------ | --------------- |
| Палазенюк Валентина Василівна  | Сільський голова, 1966 року народження, освіта, позапартійна              | 26.03.2006   | 31.10.2010      |
| Куземко Анатолій Олександрович | Сільський голова, 1956 року народження, освіта вища, член Партії регіонів | 31.10.2010   |                 |

Примітка: таблиця складена за даними джерела